# L'Eau et la Terre
L'Eau et la Terre est une bande dessinée de Séra publiée en 2005 par Delcourt. Elle a obtenu le Laurier Vert BD 2006 du festival La Forêt des Livres.

## Thème
Il s'agit d'un récit sur le génocide cambodgien.

## Publication
- Éditions Delcourt (collection Mirages) : première édition  (ISBN 2-84789-728-3), 2005.

## Documentation
- Évariste Blanchet, « Cambodge, année zéro », dans Bananas no 1, printemps 2006, p. 47-48.
- Christian Marmonnier, Interview de Séra, auteur de L'Eau et la Terre, Auracan, 2005.